# Музей на опиума
Музеят на опиума е открит с церемония на 26 юни 2001 г. Намира се в гр. Янгон, Мианмар (бивша Бирма). Посветен е на международния ден за борба с употребата на опиати и нелегалния им трафик.
Откриването на Музея е историческо събитие, а експозицията му отразява историята на организираните национални усилия на Мианмар за борба с употребата и разпространението на наркотични вещества в страната.
Музеят описва красноречиво историята на опиума и отглеждането на опиум, въведено в страната от британските колониалисти, и как действията на недобросъвестни местни лица (по политически мотиви) изострят ситуацията, и как под ръководството на няколко поредни правителства народът на Мианмар се бори за трайното изкореняване на употребата на наркотични вещества, водещи до жертви и загуба на крайници. Всички тези исторически факти са отразени в експозицията на музея. Експонатите в музея също отразяват националната история, втъкана от британското колониално владичество насам, неизменно с опиума.